# San Caralampio, Las Margaritas
San Caralampio är en ort i Mexiko.   Den ligger i kommunen Las Margaritas och delstaten Chiapas, i den sydöstra delen av landet, 800 km öster om huvudstaden Mexico City. San Caralampio ligger 1 690 meter över havet och antalet invånare är 533.
Terrängen runt San Caralampio är kuperad. Runt San Caralampio är det ganska glesbefolkat, med 30 invånare per kvadratkilometer. Närmaste större samhälle är Veinte de Noviembre, 13,6 km nordväst om San Caralampio. I omgivningarna runt San Caralampio växer i huvudsak städsegrön lövskog.